# Regione della Ruhr

In rosso la regione della Ruhra

La regione della Ruhra /ʀuːɐ̯/ (o bacino della Ruhra, in tedesco: Ruhrgebiet /ˈʀuːɐ̯ɡəˌbiːt/, colloquialmente anche Ruhrapott /ˈʀuːɐ̯pɔt/) è una regione storica tedesca nella Renania Settentrionale-Vestfalia che prende nome dall'omonimo fiume Ruhr che la attraversa. La Ruhra con i suoi 5,3 milioni di abitanti è una delle più grandi aree urbane europee che si estende su una superficie di 4 535 km².

## Descrizione

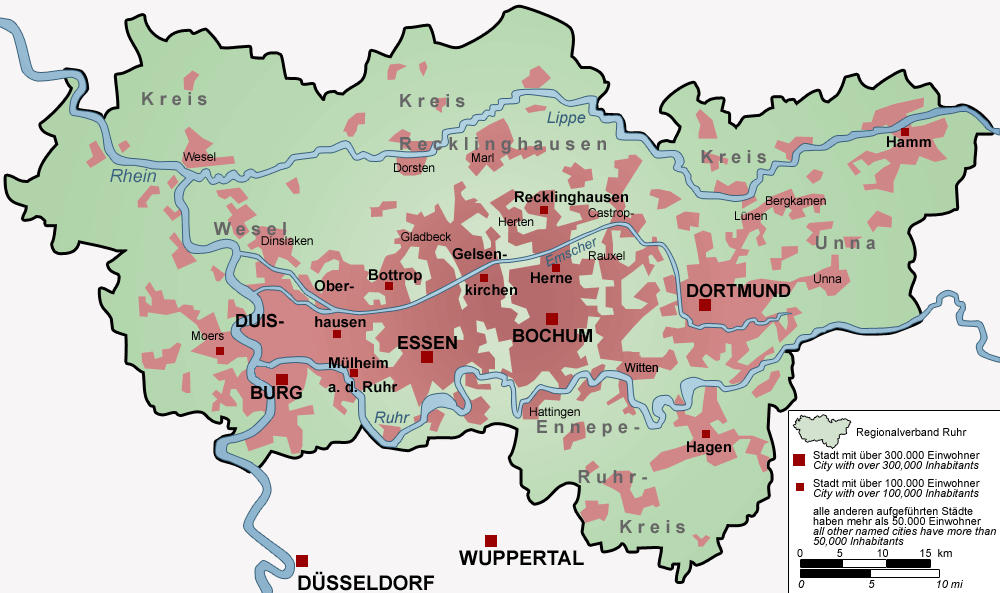
Città della Ruhra

La Ruhra è abitata da circa 5,3 milioni di abitanti, con una densità che sfiora i 1200 ab./km². Si compone di 53 città, tra cui Bochum, Bottrop, Dortmund, Duisburg, Essen, Gelsenkirchen, Hagen, Hamm, Herne, Mülheim an der Ruhr e Oberhausen e molte altre, tutte interconnesse da una fitta rete autostradale e ferroviaria.
La conurbazione, tuttavia, si può ritenere più estesa, comprendendo anche gli agglomerati di Colonia, Bonn, Düsseldorf e Leverkusen, posti più a sud. Quest'area prende il nome di Rhein-Ruhr e forma uno tra i più grandi agglomerati urbani dell'Unione europea. Con quasi 12 milioni di abitanti, è comparabile a regioni metropolitane come quelle di Parigi e Londra. 
Ricca di carbone e di ferro, ha avuto un forte sviluppo nei settori estrattivo e metallurgico a partire dall'inizio del XIX secolo. In seguito, la regione ha giovato di una notevole crescita e, contemporaneamente, ha registrato un sensibile aumento della densità abitativa, che ha raggiunto gli 800 ab./km².

## Storia
Antica regione occupata dai Celti Raurici fin dal VI secolo a.C., è proprio da questo popolo che prende il nome la regione tedesca della Ruhra. Durante la rivoluzione industriale fu una regione fortemente sviluppata grazie ai bacini minerari, sotto il regno di Prussia.
Nel 1921, dopo la sconfitta tedesca nella prima guerra mondiale, fu creata la zona demilitarizzata della Ruhra. Nel 1923 venne invasa dalle truppe francesi e belghe a seguito del ritardo del pagamento del debito di guerra da parte della Germania. Questa regione fu un "pegno" di quanto il governo tedesco doveva restituire alla Francia. La Germania proclamò la resistenza passiva nella regione: i lavoratori delle miniere misero in atto scioperi e sabotaggi, provocando un alto numero di morti e feriti. La produzione si fermò, causando ingenti danni all'economia tedesca che già aveva difficoltà a riprendersi dopo i danni subiti dalla guerra. Nel 1925 le truppe franco-belghe si ritirarono.
Durante la seconda guerra mondiale fu sottoposta a pesanti bombardamenti. Nel 1949 gli Alleati ne fecero un'area smilitarizzata sotto controllo internazionale, e nel 1951 ritornò alla Germania.
La chiusura delle miniere di carbone segnò negli anni '90 l'inizio del declino industriale e la diffusione di ampie fasce di povertà e di disoccupazione, che per l'area di Dortmund-Irving arrivò a toccare l'11% nel 2013, a fronte di una media nazionale pari al 6%.